# Le Veneur nègre
Le Veneur nègre ou Un valet de chiens est un tableau réalisé en 1871 par le peintre français Jean-Léon Gérôme. Cette peinture à l'huile sur toile est de format vertical et mesure 33 × 25 cm. Elle représente un soldat noir avec ses chiens au milieu de la nature. Elle fait partie d’une collection particulière.
Il s’agit d’un portrait en pied dans le style orientaliste qu’affectionne l’artiste. Il représente un Bachi-bouzouk (soldat irrégulier au service de l’Empire ottoman) entouré de six chiens de chasse au centre d’une végétation luxuriante. 
Le jeune veneur est habillé d’un sarouel rouge avec des jambières en cuir brun. Il est pieds nus. Il porte une veste rose brodée de motifs de qualité, le retour des manches est décoré de motif floral et en dessous un linge de corps blanc. Il a une ceinture de tissu à rayure autour du ventre et il a, par dessus, une épée et un pistolet attachés à la taille par une autre ceinture de tissu orange. Sa tête est couverte d’un turban qui lui tombe dans le dos. 
La signature de l’artiste se trouve en bas à droite dans l’herbe.
Le personnage du Bachi-bouzouk est récurrent chez Gérôme entre 1865 et 1875. Il en fait un symbole de force masculine et d’exotisme que le public français et américain apprécie. 
Il peint Bachi-bouzouk buvant en 1865, Bachi-bouzouk dansant en 1876,

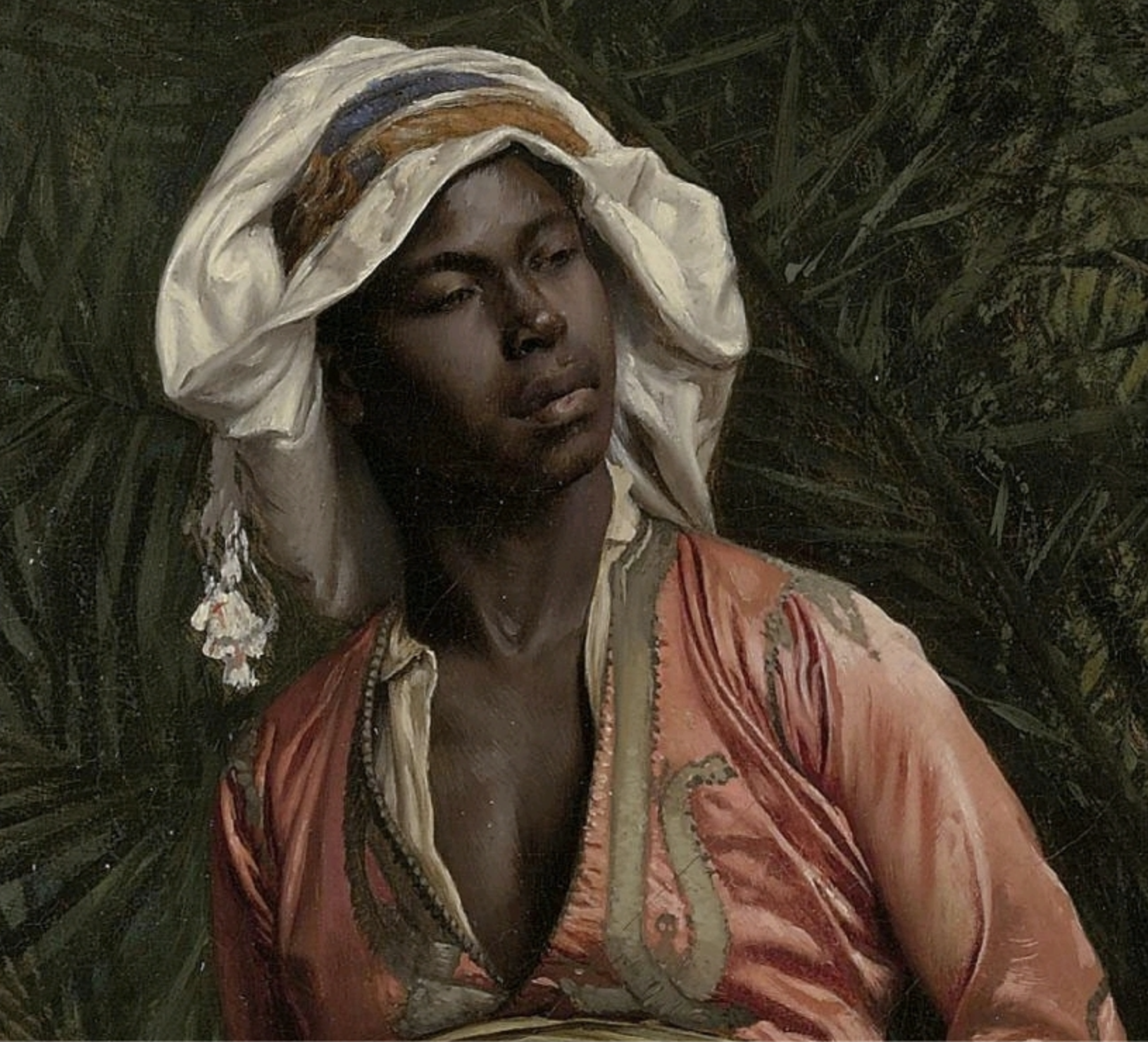
Détail du veneur.
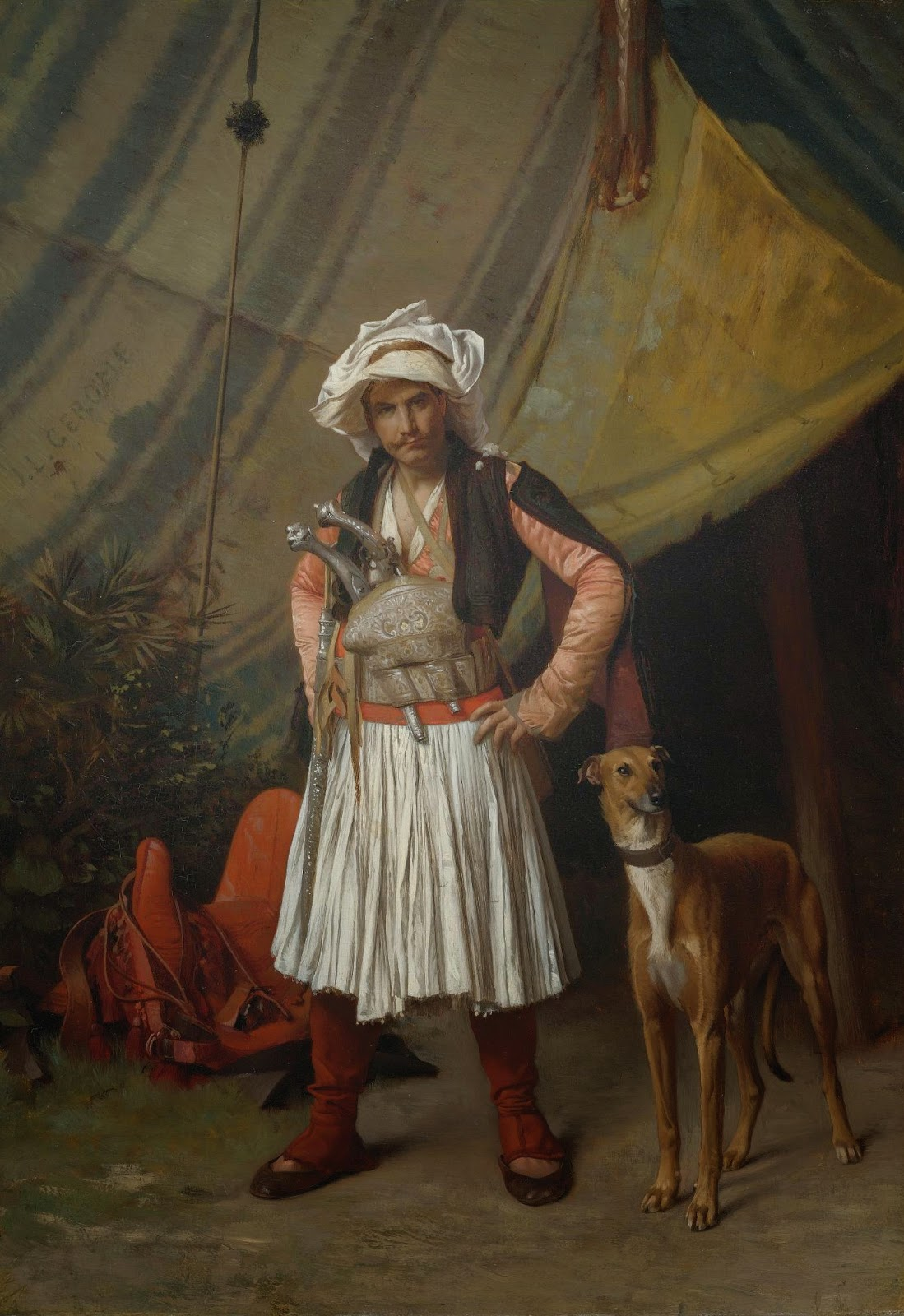
Bachi-bouzouk avec son chien en 1870.
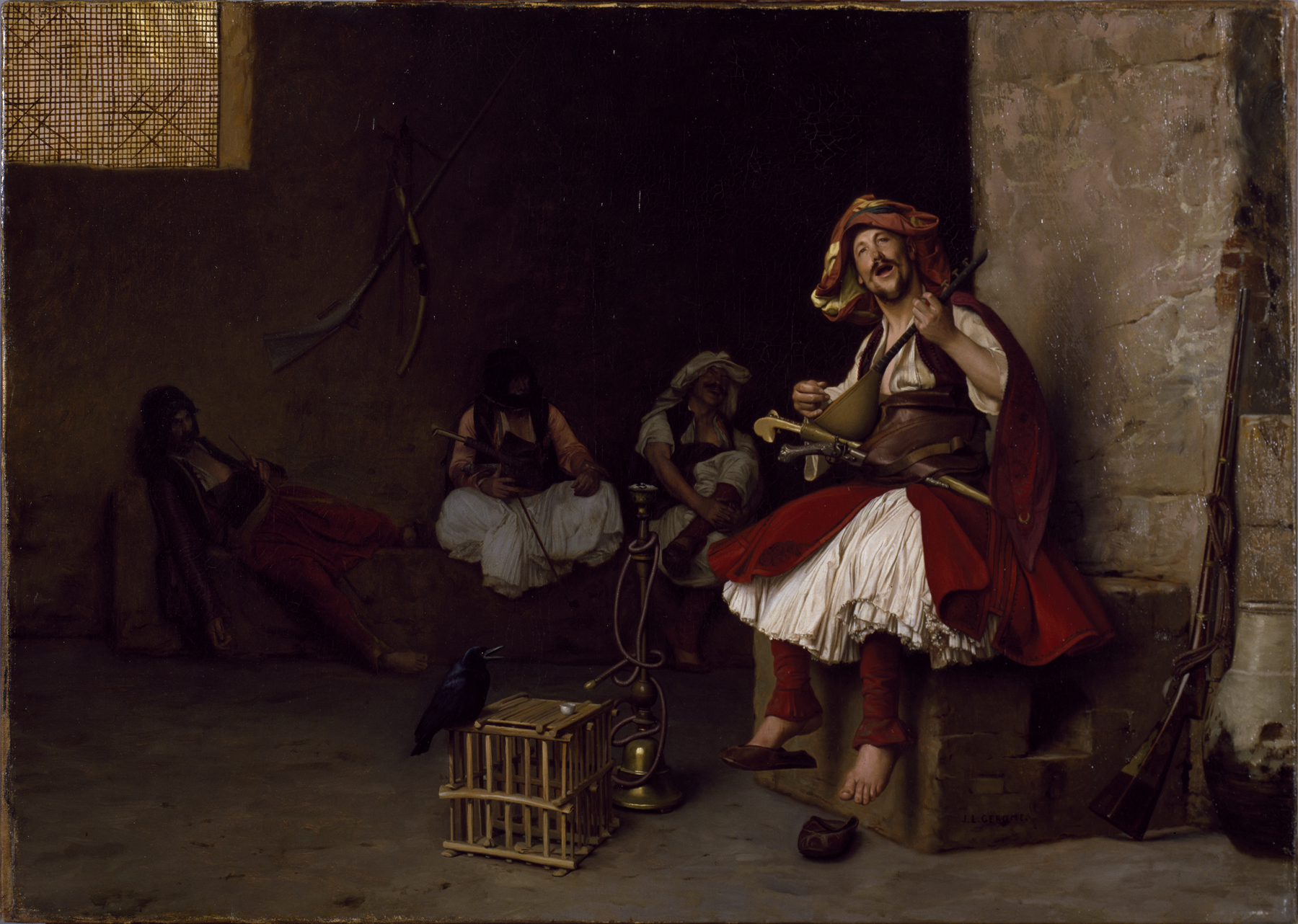
Bachi-bouzouk chantant en 1868.
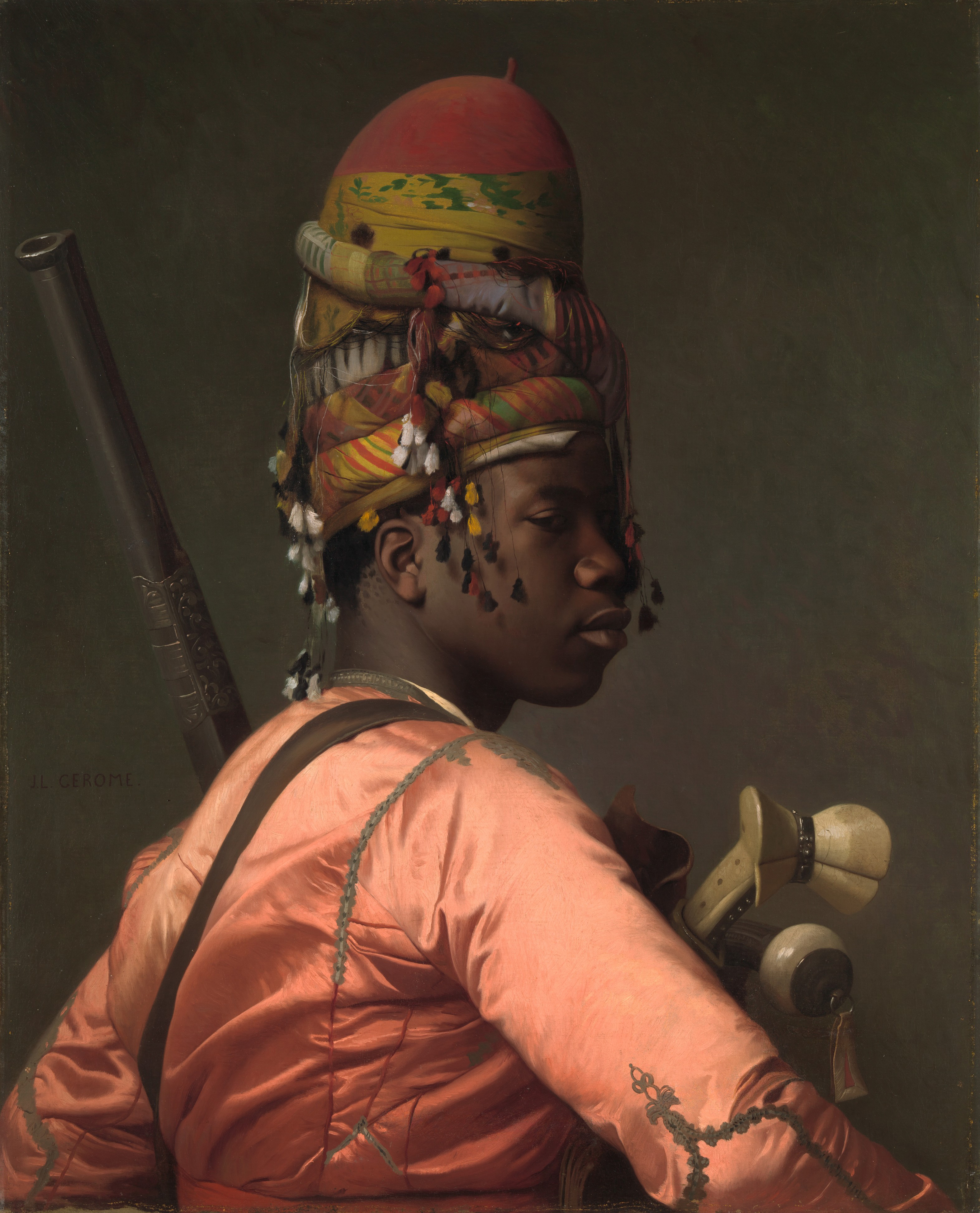
Bachi-bouzouk en 1869.
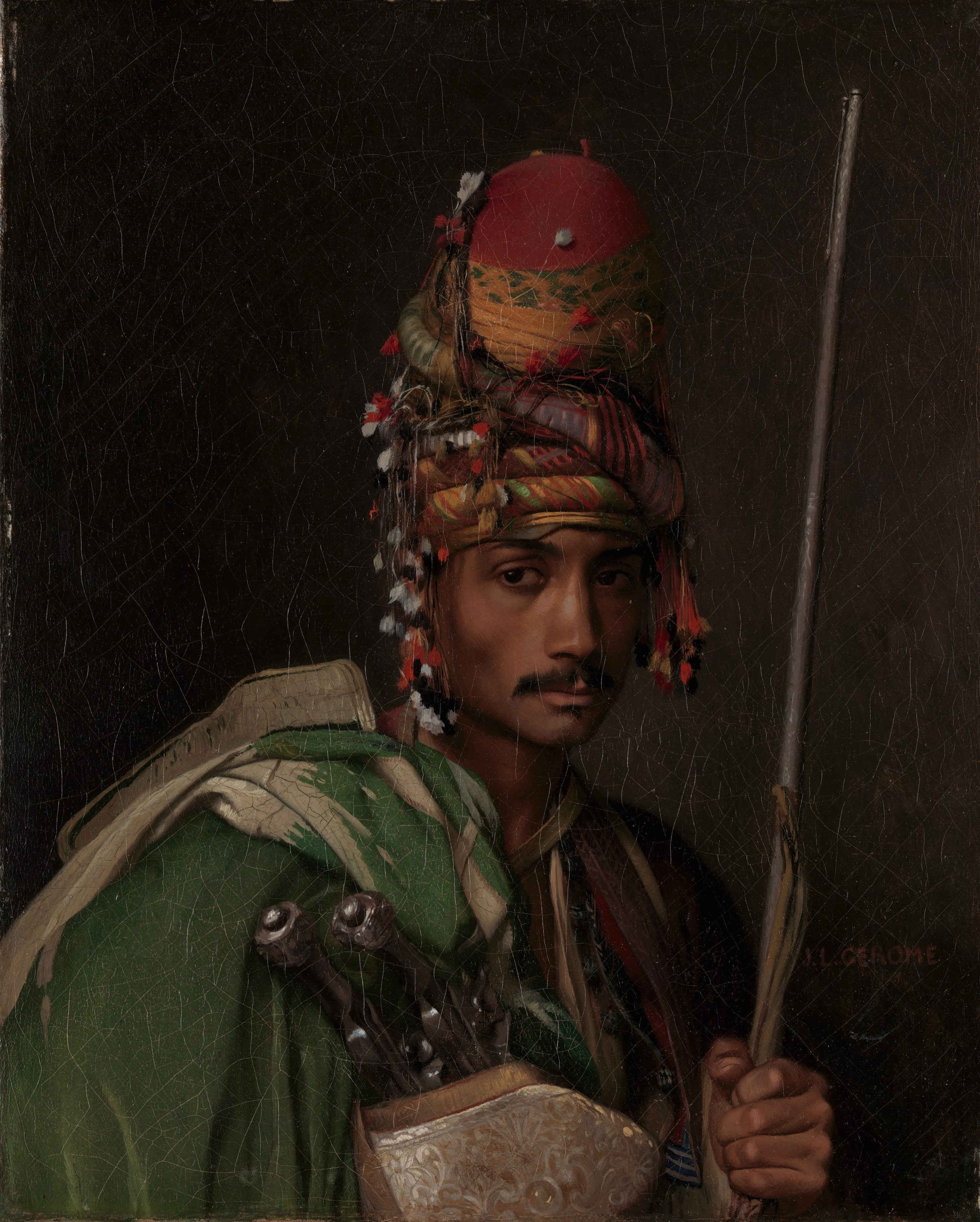
Bachi-bouzouk en 1869.
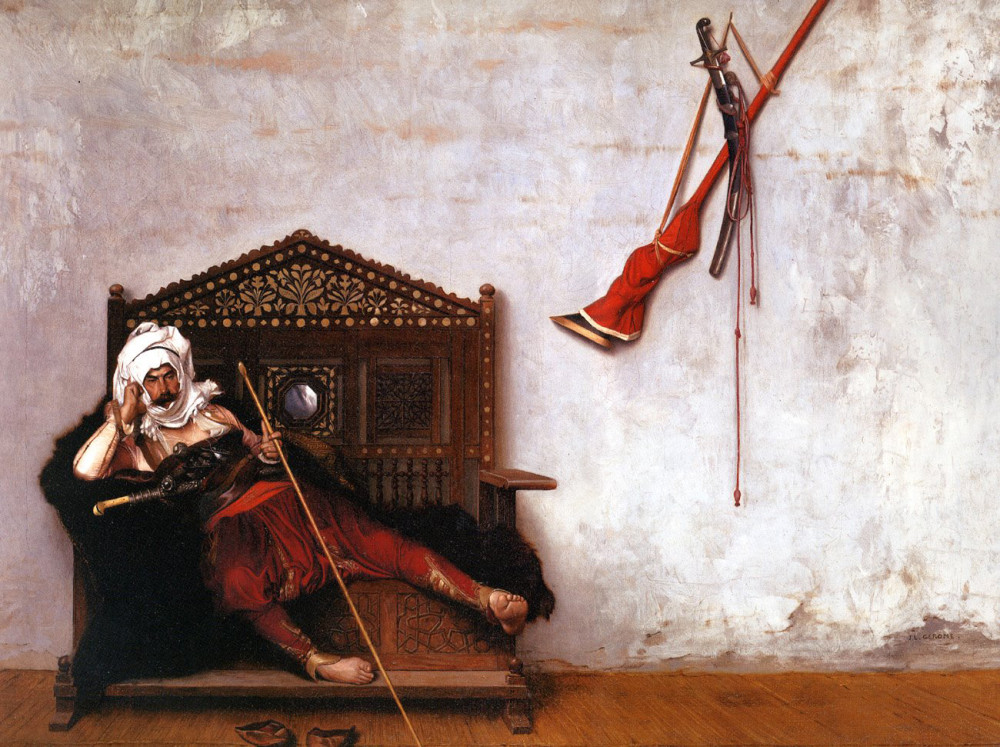
Bachi-bouzouk Arnaoute en 1882.

Il existe au moins deux tableaux de ce sujet. Le 26 janvier 2011, l’un des tableaux est mis aux enchères par Christie’s avec une estimation de 700 000 $ alors qu’il a été vendu en 1980 pour 52 500 $.